# Sa'y

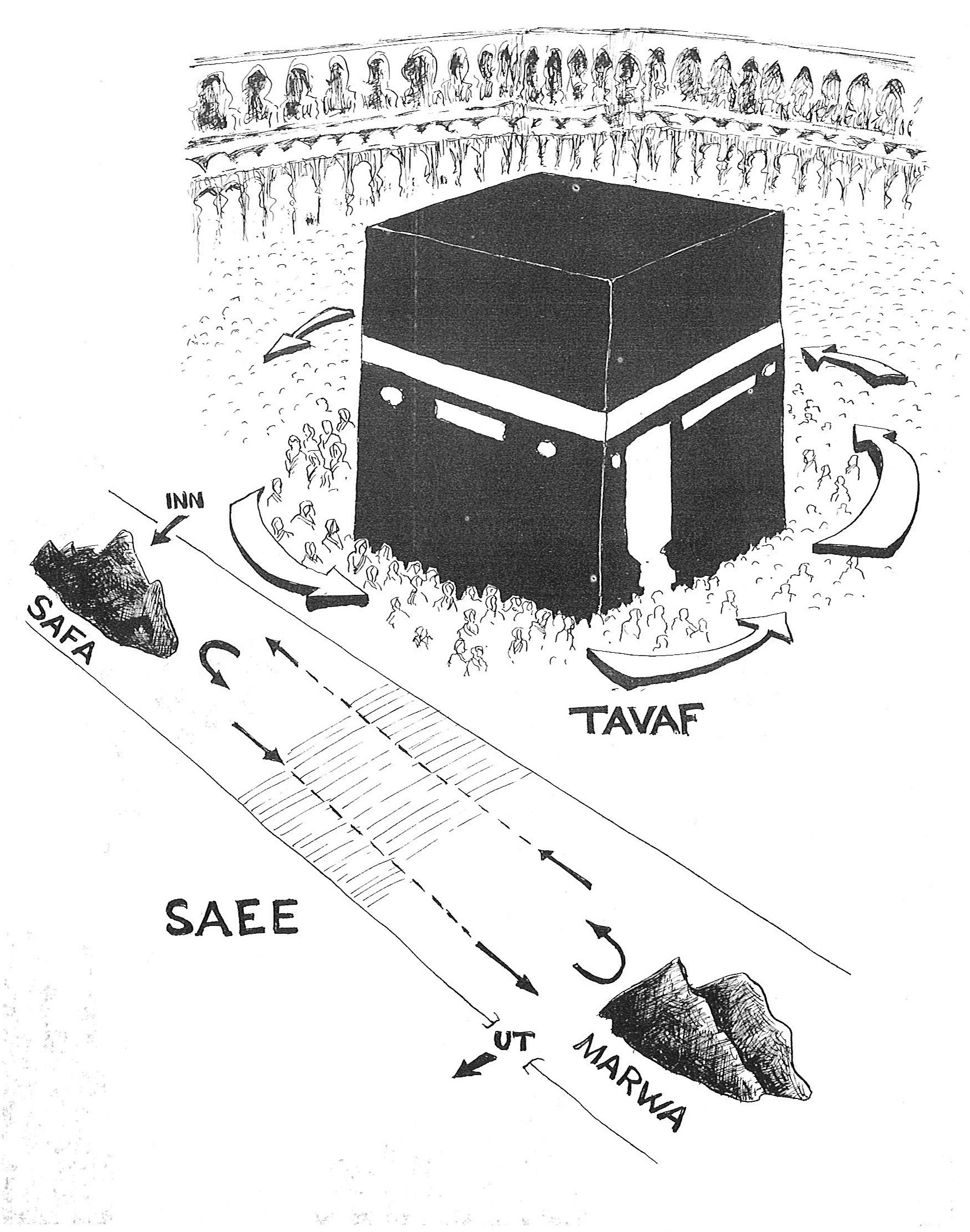
Tragitto del movimento che si effettua tra Ṣafā e Marwa, nei pressi della Caaba.
Si noti la scrittura turca per Saʿy, Marwa e Tawaf.

Il Saʿy (in arabo سعى‎?) è la rapida camminata che è prevista nel corso della cerimonia di pellegrinaggio islamico dello hajj a La Mecca e nei suoi dintorni e nella 'umra alla sola Mecca.

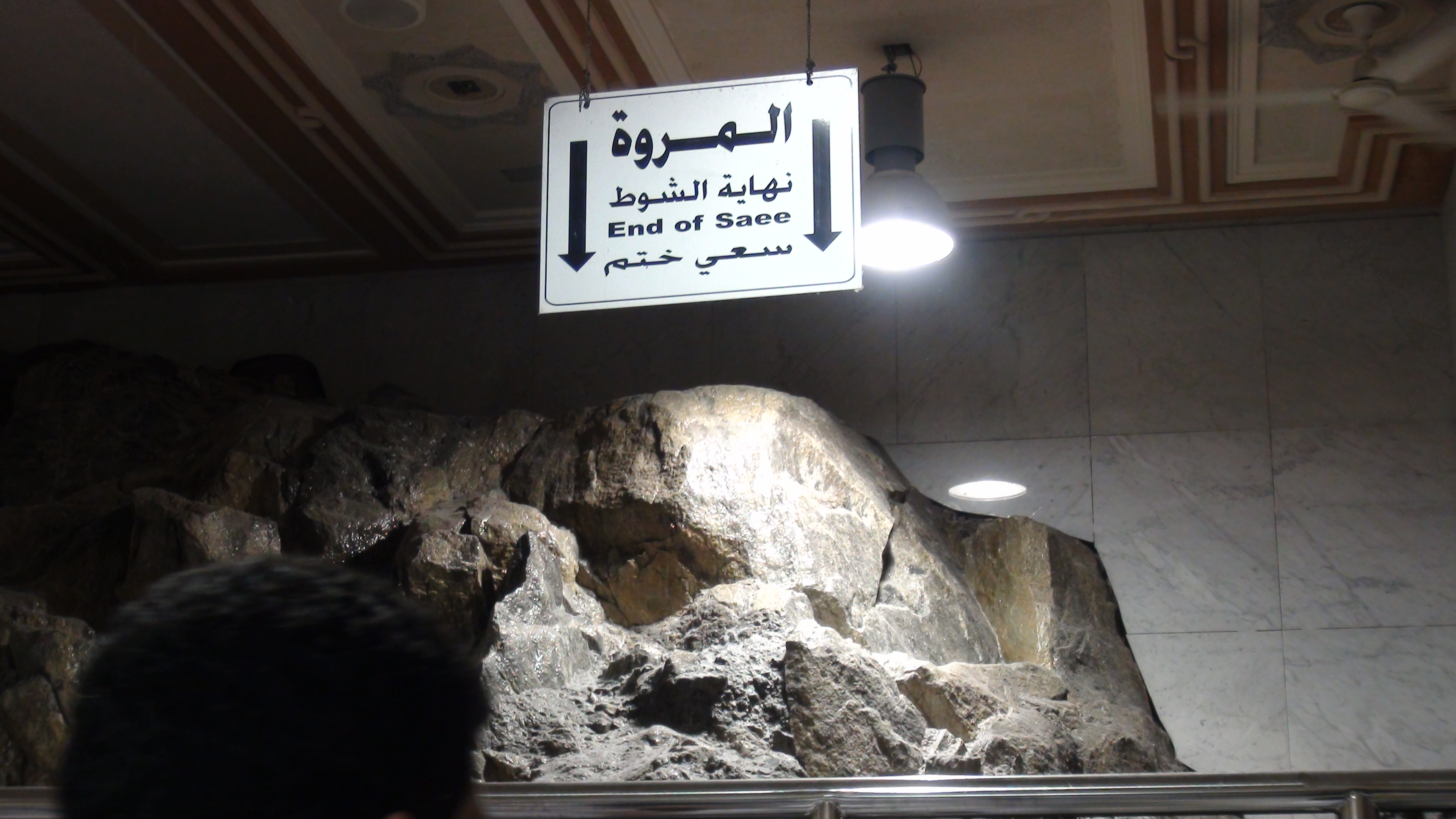
Ciò che resta della collinetta di Marwa.

Il Saʿy è costituito da una marcia effettuata a passo celere (non quindi una corsa come nell'ifada che segue il wuquf ad ʿArafa) di andata e ritorno tra le collinette (ormai quasi scomparse, contrassegnate oggi solo da alcune rocce sopravvissute ai secoli) di al-Ṣafā (a Sud de La Mecca) e di al-Marwa (a nord-ovest della Città Santa), distanti tra loro circa 300 metri, dove un tempo si ergevano rispettivamente l'idolo di Isāf e quello di al-Nāʾila, che una leggenda più tarda indicava come una coppia di amanti, pietrificati da Dio per aver fornicato nella vicina Caaba.
Essa simbolizza l'affannosa ricerca di acqua per il piccolo Ismaele (Ismāʿīl) e per se stessa da parte di Agar (Hāgar).

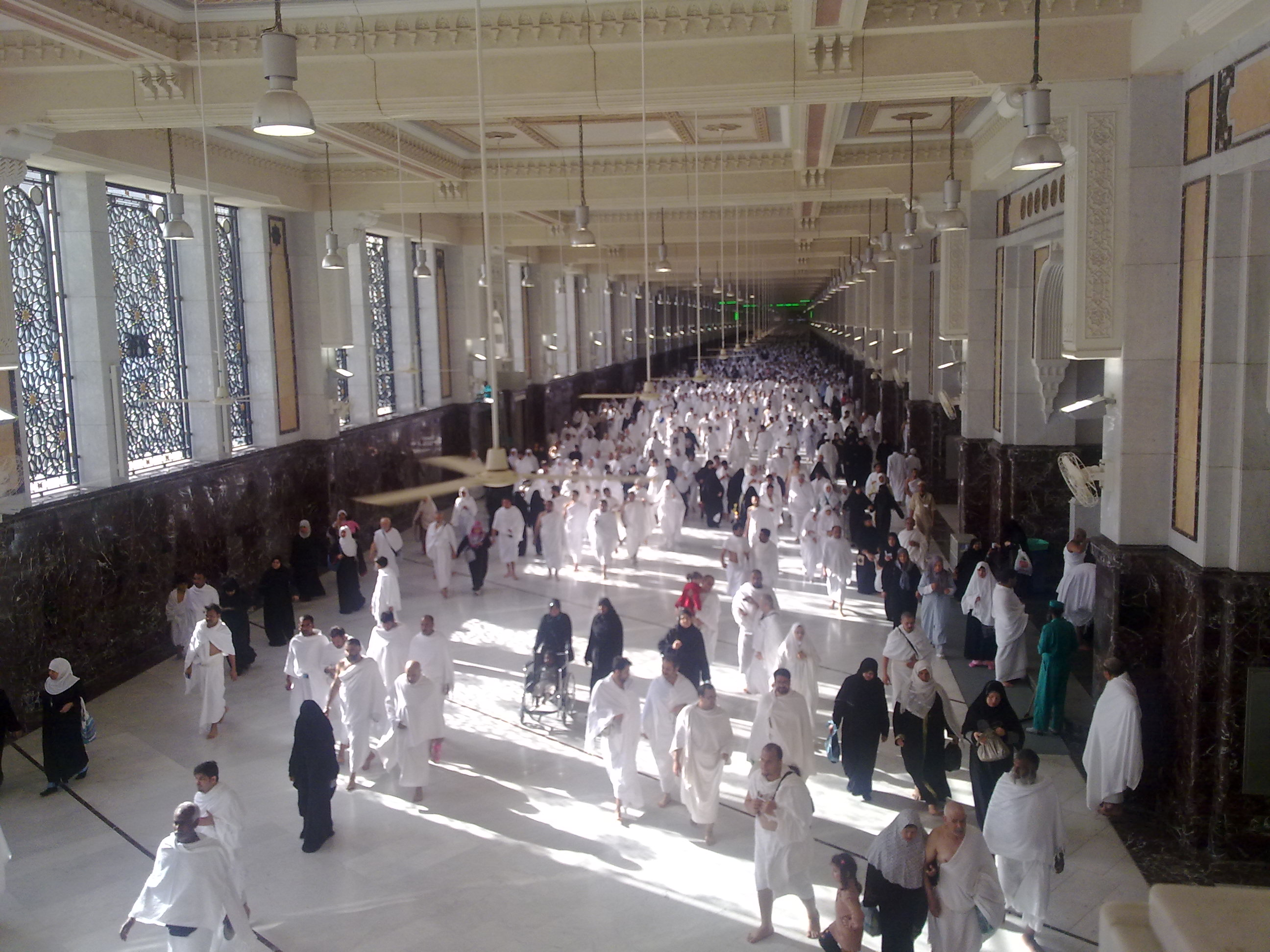
Saʿy in direzione di al-Ṣafā
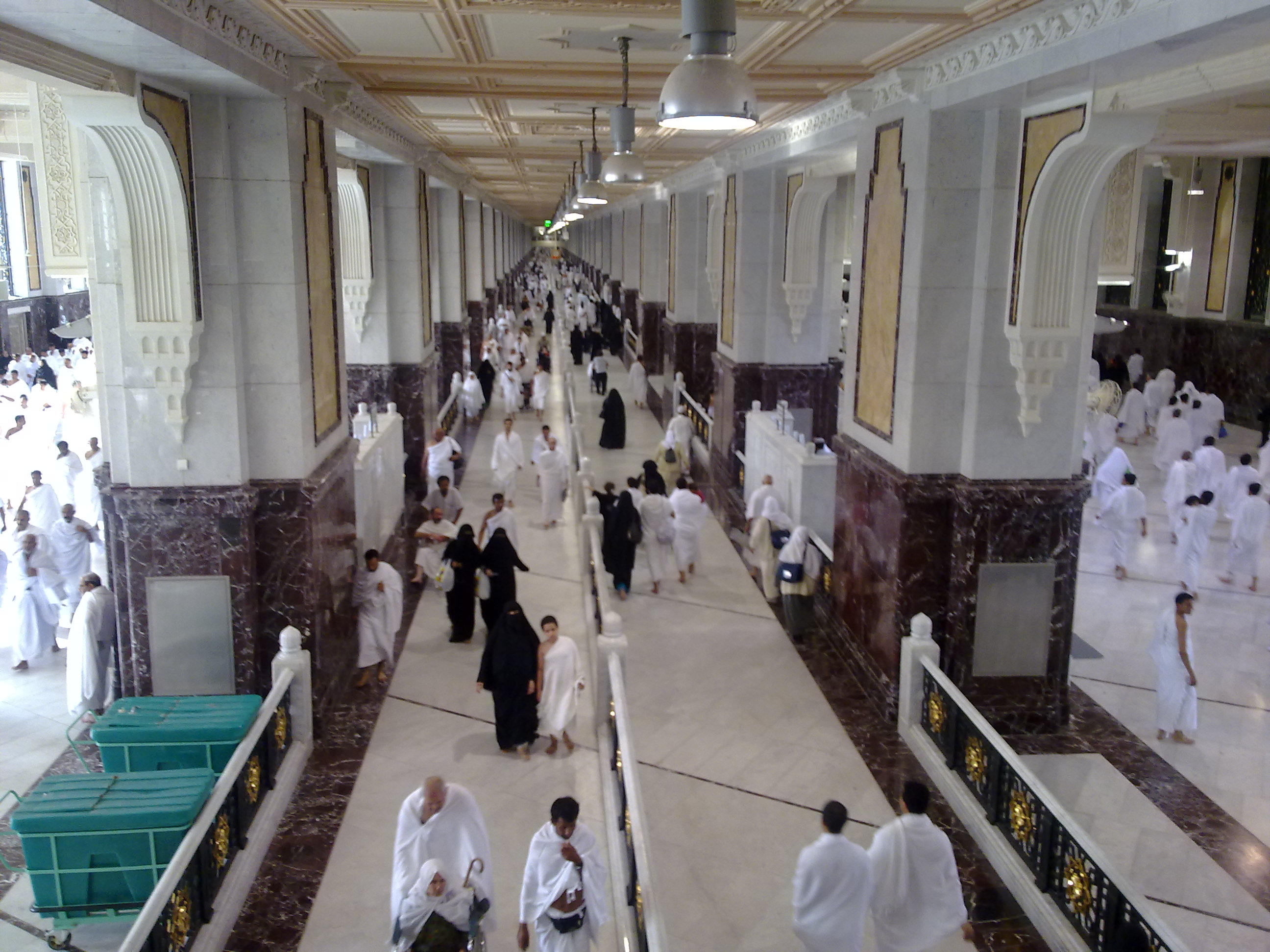
Sezione centrale riservata alle persone più anziane e disabili. Si noti che il tracciato è diviso in due parti, per evitare intralci tra chi va in una direzione e chi va nell'altra.
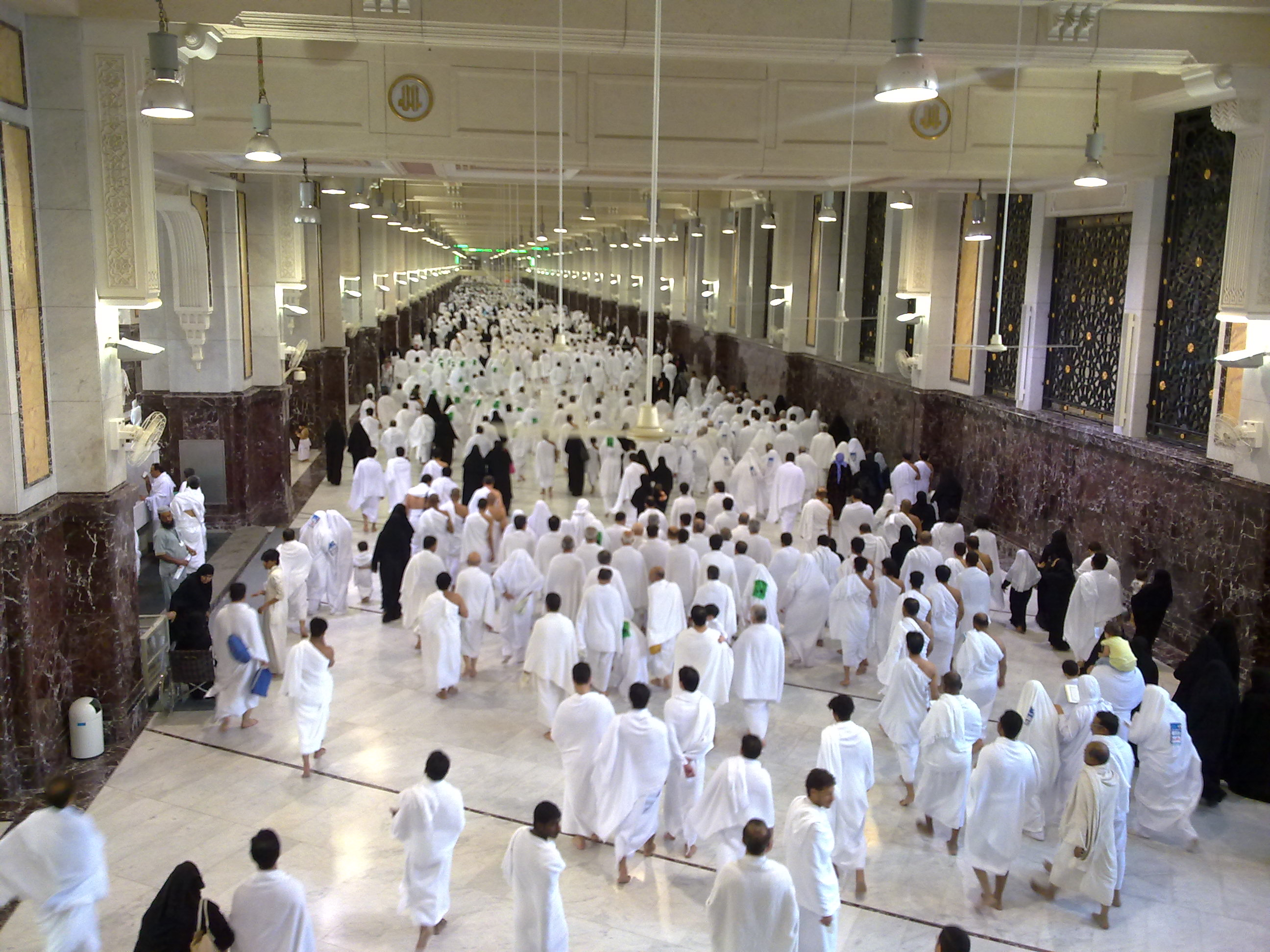
Saʿy di ritorno da al-Ṣafā, verso al-Marwa.